# Kvorum
Kvorum je število članov organizacije, telesa ali organa, potrebno da se sprejmejo veljavni sklepi.